# Patinaje Artístico en los Juegos Suramericanos de 2014: Individual Femenino
La prueba de Individual Femenino de Patinaje Artístico en Santiago 2014 se llevó a cabo en la Cancha de Patinaje del Estadio Nacional. Se celebró entre los días 10 y 11 de marzo, donde el primer día se llevó a cabo el programa corto y el segundo día el programa largo. Participaron 6 patinadoras.

## Resultados
| #                 | País      | Patinadora            | Programa Corto | Programa Largo | Total |
| ----------------- | --------- | --------------------- | -------------- | -------------- | ----- |
| Medalla de oro    | Argentina | Giselle Soler         | 124.2          | 402.9          | 388.2 |
| Medalla de plata  | Chile     | Marisol Villarroel    | 113.4          | 364.2          | 477.6 |
| Medalla de bronce | Brasil    | Talitha Haas          | 106.2          | 345.0          | 451.2 |
| 4                 | Colombia  | Jose Luis Díaz        | 106.8          | 336.3          | 443.1 |
| 5                 | Paraguay  | María Alejandra Cubas | 98.7           | 312.0          | 410.7 |
| 6                 | Uruguay   | Lucía Rivas           | 99.1           | 310.2          | 284.1 |